# Karl von Voigt
Karl Gottlieb Reinhold Edmund Hans Heinrich Ferdinand Voigt, seit 1896 von Voigt, (* 12. März 1841 in Mainz; † 3. September 1911 in Honnef) war ein preußischer Generalleutnant.

## Leben

### Herkunft
Er entstammte einer kurländischen Familie aus Libau und war der Sohn des preußischen Majors Carl Gottlieb Reinhold von Voigt (1802–1857) und der aus erster Ehe verwitweten Kathinka (Katharina) Freiin von Fechenbach (Haus Sommerau; † 1853). Er wurde – wie alle Nachkommen des preußischen Majors a. D. Gottlieb von Voigt († 1809) – am 25. September 1896 mit Diplom vom 11. Januar 1897 in den erblichen preußischen Adelsstand erhoben.

### Militärkarriere
Voigt schlug eine Offizierslaufbahn in der Preußischen Armee ein. Er nahm 1870/71 am Krieg gegen Frankreich teil und erhielt dafür das Eiserne Kreuz II. Klasse. Vom 18. April 1893 bis zum 15. Juni 1896 war er Kommandeur der 16. Kavallerie-Brigade in Trier. In dieser Stellung wurde Voigt am 24. Januar 1896 der Rote Adlerorden II. Klasse mit Eichenlaub verliehen.

### Familie
Voigt heiratete in erster Ehe am 20. November 1871 in Saarbrücken Marie Haldy (* 1851 in Saarbrücken; † 10. August 1873 ebenda). In zweiter Ehe heiratete er am 2. Dezember 1875 in Bonn Bertha Wutzer (* 27. September 1846 in Bonn; † 25. November 1913 in Honnef). Als drittes Kind dieser zweiten Ehe gilt der Allround-Künstler und Lyrik-Übersetzer Hans-Henning von Voigt (1887–1969), auch bekannt unter seinem Pseudonym „Alastair“.
Voigt war sehr heimatverbunden und nach dem Tod des Gründers Adolf Dronke von 1898 bis 1904 Hauptvorsitzender des Eifelvereins. Seine Beisetzung erfolgte auf dem Friedhof in Honnef.